# Killing Loneliness
Killing Loneliness è un singolo del gruppo musicale finlandese HIM, pubblicato nel 2006 ed estratto dall'album Dark Light.

## Tracce
Edizione finlandese
1. Killing Loneliness – 4:29
2. Wings of a Butterfly (live) – 3:26
3. Play Dead (live) – 4:00

## Video
Il videoclip della canzone vede la partecipazione di Kat Von D.